# Johannes Thomas
Johannes Thomas (født 11. september 1949 i Dresden) er en tysk tidligere roer.

## Karriere

### Roning
Thomas var styrmand og kom med i den østtyske firer med styrmand allerede som tiårig i 1970, hvor han var med til at blive nummer tre ved de østtyske mesterskaber for SC Einheit Dresden og året efter nummer to.
Ved OL 1976 i Montreal stillede DDR med Andreas Schulz, Rüdiger Kunze, Walter Dießner, Ullrich Dießner samt Thomas i fireren med styrmand, og de vandt deres indledende heat i ny olympisk rekordtid (og besejrede blandt andet de forsvarende olympiske mestre fra Vesttyskland). I semifinalen sejrede de også og forbedrede igen OL-rekorden, men denne overtog Sovjetunionen i det følgende heat. I finalen var det Sovjetunionen der var stærkest og vandt sikkert, mens østtyskerne sikrede sig sølv ved at holde vesttyskerne, der fik bronze, bag sig.

### Videre karriere
Thomas var udlært kok og studerede gastronomi og hotelvidenskab. Han kom til at arbejde ved Mitropa, et firma der stod for sove- og spisevogne i Tyskland. Firmaet fik nye ejere efter den tyske genforening, men Thomas fortsatte i firmaet.
Hans datter Christina blev også styrmand og vandt ungdomsverdensmesterskabet i 1997 i otteren.

## OL-medaljer
- 1976:  Sølv i firer med styrmand